# Rana el Kaliouby

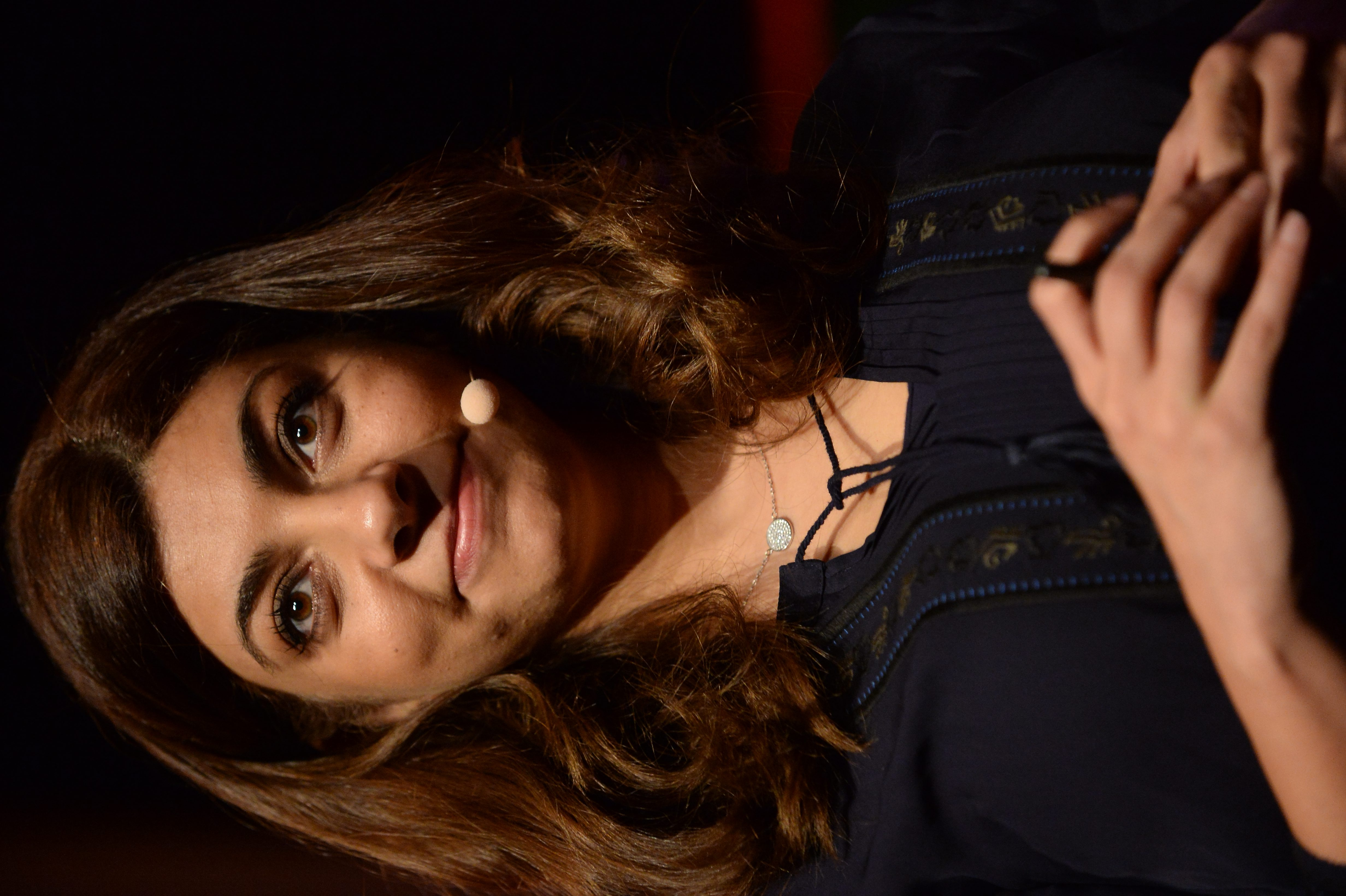
Rana el Kaliouby

Rana el Kaliouby (arabisch رنا القليوبي, DMG Ranā al-Qalyūbī; * 1978 in Kairo) ist eine ägyptisch-amerikanische Informatikerin und Unternehmerin. Sie ist Mitbegründerin und CEO des in Boston ansässigen Softwareunternehmens Affectiva. Dort entwickelt sie eine Deep-Learning-Plattform, die Gesichtsausdruck mit Tonfall kombiniert, um daraus zu schließen, wie sich eine Person fühlt. Sie wurde 2018 von Forbes in die Liste der 50 besten Frauen Amerikas in der Technik aufgenommen.

## Leben und Werk
El Kaliouby erwarb einen Bachelor-  und Master-Abschluss an der American University in Cairo und promovierte in Informatik am Newnham College der Universität Cambridge in England. Sie arbeitete dann als wissenschaftliche Mitarbeiterin am Massachusetts Institute of Technology und half bei der Gründung der Autism & Communication Technology Initiative. Sie setzte Technologie zur Verbesserung der Mensch-Mensch-Kommunikation insbesondere für autistische Menschen ein. Bei der Affective-Computing-Gruppe des MIT Media Lab war sie Teil eines Teams, das Pionierarbeit bei der Entwicklung des „emotionalen Hörgeräts“ leistete. Diese tragbare Brille zum Lesen von Emotionen wurde von The New York Times in ihre Top-100-Innovationen des Jahres 2006 aufgenommen.
Sie hat in Waltham (Massachusetts) die Software-Firma Affectiva mitbegründet, um die Gesichtserkennungstechnologie und ein Armband zu vermarkten, das sie zur Messung der Hautleitfähigkeit entwickelt hat, die mit emotionaler Erregung verbunden ist und zur Erkennung von Angstzuständen in Echtzeit verwendet werden kann. Derzeit verwendet Affectiva die Gesichtserkennung hauptsächlich, um Werbetreibenden ein besseres Gefühl dafür zu vermitteln, wie sich ihre Anzeigen auf die Zuschauer auswirken.

## Mitgliedschaft (Auswahl)
- Association for Computing Machinery
- Institute of Electrical and Electronics Engineers
- Association of Children’s Museums
- British Machine Vision Conference
- Nahdet el Mahrousa

## Auszeichnungen (Auswahl)
- 2012: MIT TR35
- 2013: The Wired Smart List
- 2014: 7 Women to Watch in 2014 – Entrepreneur Magazine
- 2014: Mass High Tech Top 20 Women to Watch 2014
- American Ingenuity Award in Technology, Smithsonian Magazine
- 2018: Forbes America’s Top 50 Women In Tech 2018
- 2019: 100 Women (BBC)
- Aufnahme in die „Women in Engineering“ Hall of Fame

## Veröffentlichungen (Auswahl)
- mit Carol Colman: Girl Decoded: A Scientist’s Quest to Reclaim Our Humanity by Bringing Emotional Intelligence to Technology. Currency, 2020,  ISBN 978-0-593-23762-5.